# Prozessdampf
Prozessdampf ist Wasserdampf, der zur Zufuhr von Prozesswärme für einen Fertigungsprozess genutzt wird. Häufig ist er „die Basis für die weitere energetische Nutzung nach dem Konzept der Kraft-Wärme-Kopplung“. Seltener wird der Dampf auch stofflich genutzt.

## Nutzungsbeispiel
So nutzen beispielsweise Papierfabriken oftmals Dampf zur Herstellung und Trocknung des Papiers. Im Fall von Rheinpapier wird dieser Prozessdampf von den benachbarten Kraftwerken Kraftwerk Goldenberg und den drei übrigen Kraftwerken des Chemiepark Knapsack geliefert, wo der Dampf zuvor durch die Verbrennung von Braunkohle erzeugt und zum Antrieb einer Turbine zur Stromerzeugung genutzt wird, so ergibt sich ein Synergieeffekt.